# 求婚者の訪問 (テル・ボルフ)
『求婚者の訪問』（きゅうこんしゃのほうもん、蘭: Het Bezoek van de Vrijers, 英: The Suitor's Visit）は、17世紀オランダ絵画黄金時代の画家ヘラルト・テル・ボルフが1658年ごろ、キャンバス上に油彩で制作した絵画である。1937年にアンドリュー・メロンのコレクションから寄贈されて以来、ワシントン・ナショナル・ギャラリーに所蔵されている。

## 作品

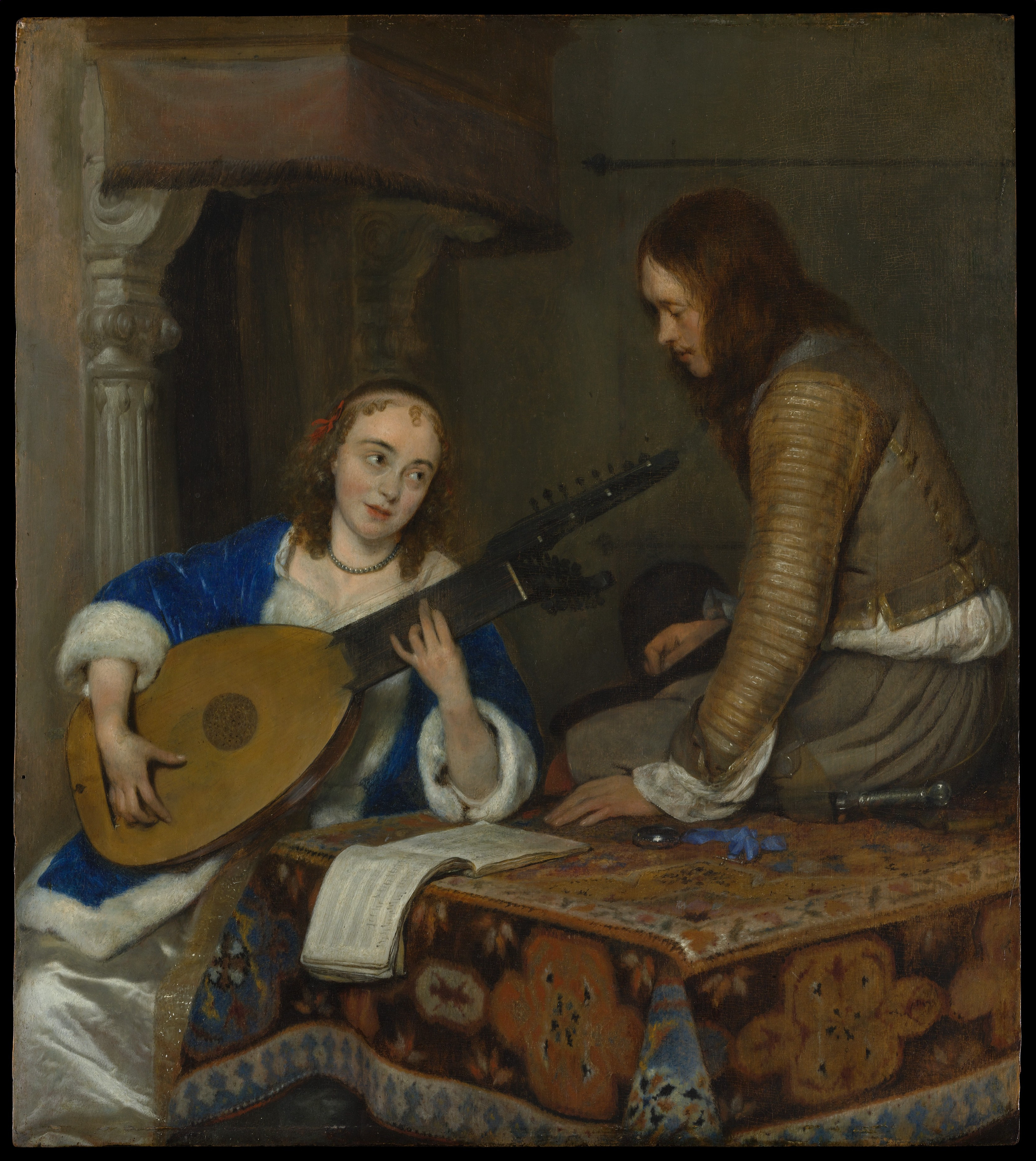
『テオルボ・リュートを弾く女性と騎士』 (1658年ごろ)、メトロポリタン美術館、ニューヨーク

テル・ボルフは、17世紀後半のオランダの富裕層の洗練性を見事に捉えた画家である。本作に描かれている衣服、楽器、立派なマントルピース、金の装飾の施された壁紙などはすべて、人々の裕福さを証だてている。
紳士 (テル・ボルフの弟子カスパル・ネッチェルの肖像といわれている) が優雅にお辞儀をしながら部屋に入ってきている。美しいサテンのドレスと朱色の上衣を身に着けた若い女性が彼を出迎え、テーブルに着いている別の女性 (姉妹か友人) がリュートの一種のテオルボを弾いている。このテオルボを弾いている女性は、『テオルボ・リュートを弾く女性と騎士』 (メトロポリタン美術館、ニューヨーク) 中の女性を想起させる。女性たちの背後では、男性 (若い女性の父) が暖炉で手を温めながら見つめている。
本作は、テル・ボルフが数多く描いた求愛の場面を表す絵画のうちの1点である。画家は、視線と仕草によって意思伝達をしている求婚者と女性の間の心理的な関りに焦点を当てている。この場面は、純粋な訪問を表しているのであろうか。それとも、女性は、求婚者を性的な逢引きのために招き入れているのであろうか。解釈は難しい。というのは、画家は、慎重に考慮された視線や仕草の表現により人間関係の曖昧さを捉えることを好んだからである。
女性の白いサテンのドレスに置かれたハイライトは、部屋の照明から考えて自然なものではなく、色彩のバランスを乱している。しかし、同時代の鑑賞者たちは、テル・ボルフのサテンを表現する技量を大いに称賛したことであろう。加えて、画家は、レースや東洋の絨毯のテーブルクロスのリアルな質感描写にも優れていた。彼の布地の表現は、絵画の平穏な雰囲気とともにヨハネス・フェルメールやハブリエル・メツーらの絵画の先駆けとなっている。